# Romanze Nr. 1
Die Romanze Nr. 1 ist eine Komposition von Johann Strauss Sohn (op. 243). Sie wurde zwischen Mai und Oktober 1860 in Pawlowsk in Russland erstmals aufgeführt.

## Einzelnachweis
1. ↑  Quelle: Englische Version des Booklets (Seite 44) in der 52 CDs umfassenden Gesamtausgabe der Orchesterwerke von Johann Strauß (Sohn), Hrsg. Naxos (Label). Das Werk ist als fünfter Titel auf der 14. CD zu hören.